# Karleby ekonomiska region
Karleby ekonomiska region (finska: Kokkolan seutukunta) är en av ekonomiska regionerna i landskapet Mellersta Österbotten i Finland. 
Folkmängden i Karleby ekonomiska region uppgick den 1 januari 2013 till 52 509 invånare, regionens  totala areal utgjordes av 3 202 kvadratkilometer och landytan utgjordes av 1 912  kvadratkilometer.  I Finlands NUTS-indelning representerar regionen nivån LAU 1 (NUTS 4), och dess nationella kod är 162.

## Förteckning över kommuner
Karleby ekonomiska region består av följande två kommuner: 
- Karleby stad
- Kannus stad

Karleby stads språkliga status är tvåspråkig, och Kannus stads språkliga status är enspråkigt finsk.